# Serra de São Luís

A Serra de São Luís encontra-se inserida no parque Parque Natural da Arrábida e têm, no seu topo, o ponto mais elevado do concelho de Palmela, com 395 metros de altitude, situa-se no extremo NE e forma a segunda linha de serras do Parque Natural da Arrábida, conjuntamente com a Serra dos Gaiteiros (226 m).
A Serra de São Luís é muito procurada por praticantes de, Trail, BTT e Montanhismo.

## Locais de interesse e de referência
Desde de tempos muitos remotos que a Serra de São Luís tem sido ocupada e utilizada pelos seres humanos nas mais diversas vertentes, desta forma foi ficando ao longo dos tempos marcas dessa presença. As pedreiras existentes serão talvez a marca mais visível, é uma "cicatriz" bem marcada. As pedreiras foram encerradas na década de setenta do século XX, aquando da criação do Parque Natural da Arrábida. Nestas pedreiras era retirado calcário, mas também a famosa Brecha da Arrábida, numa das pedreiras é possível observar pegadas de Dinossauros. Na encosta norte da serra é possível efectuar um trilho numa pequena estrada romana ainda em estado razoável de conservação. Na vertente sul encontra-se a ermida de São Luís da Serra e uma pequena capela, miradouro e um parque de merendas. No seu topo esta instalado um posto de vígia dos guardas do parque Natural da Arrábida, sendo o seu acesso um dos mais populares da serra.
- Povoado pré-histórico do Pedrão

## Galeria de imagens

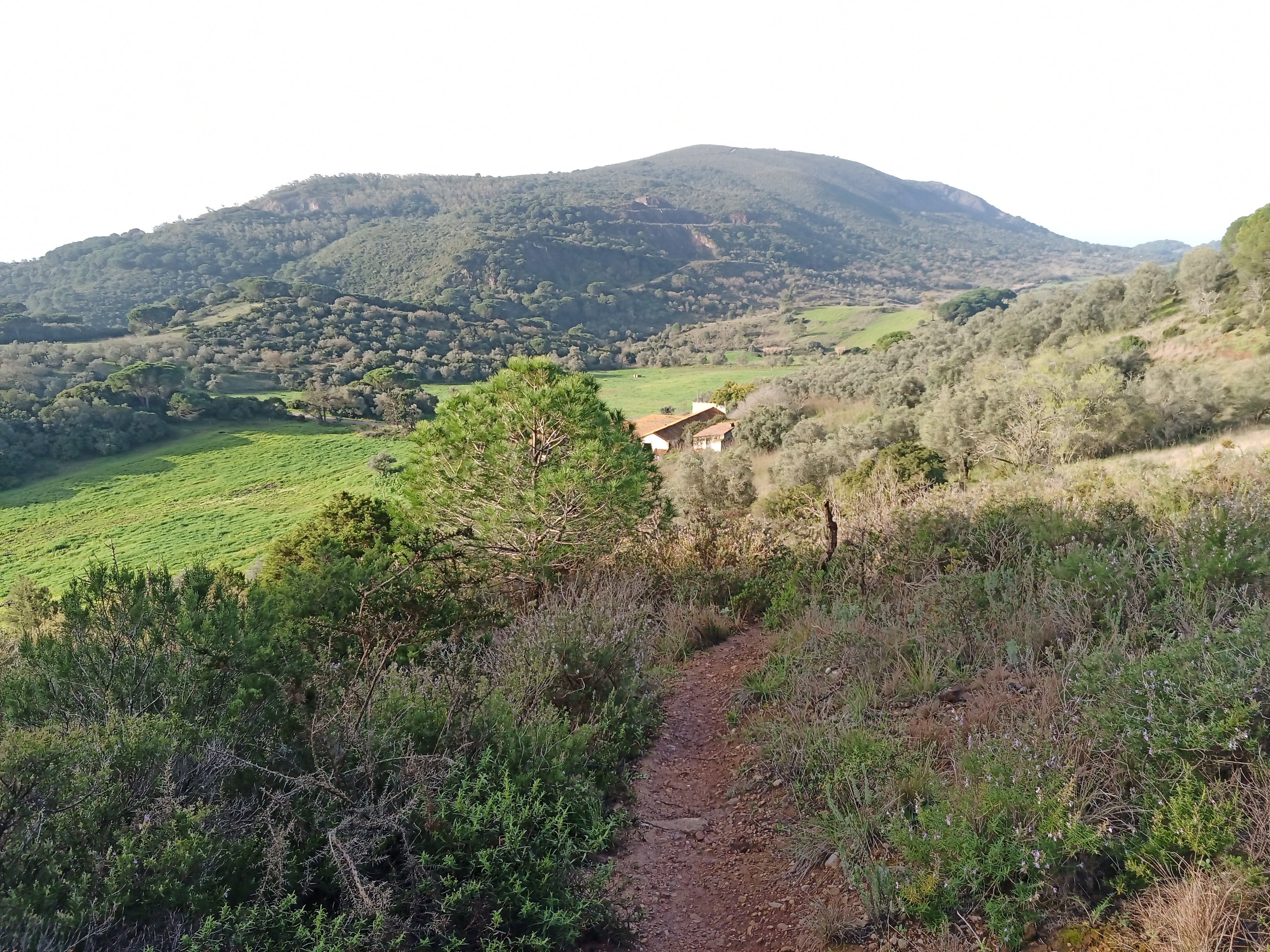
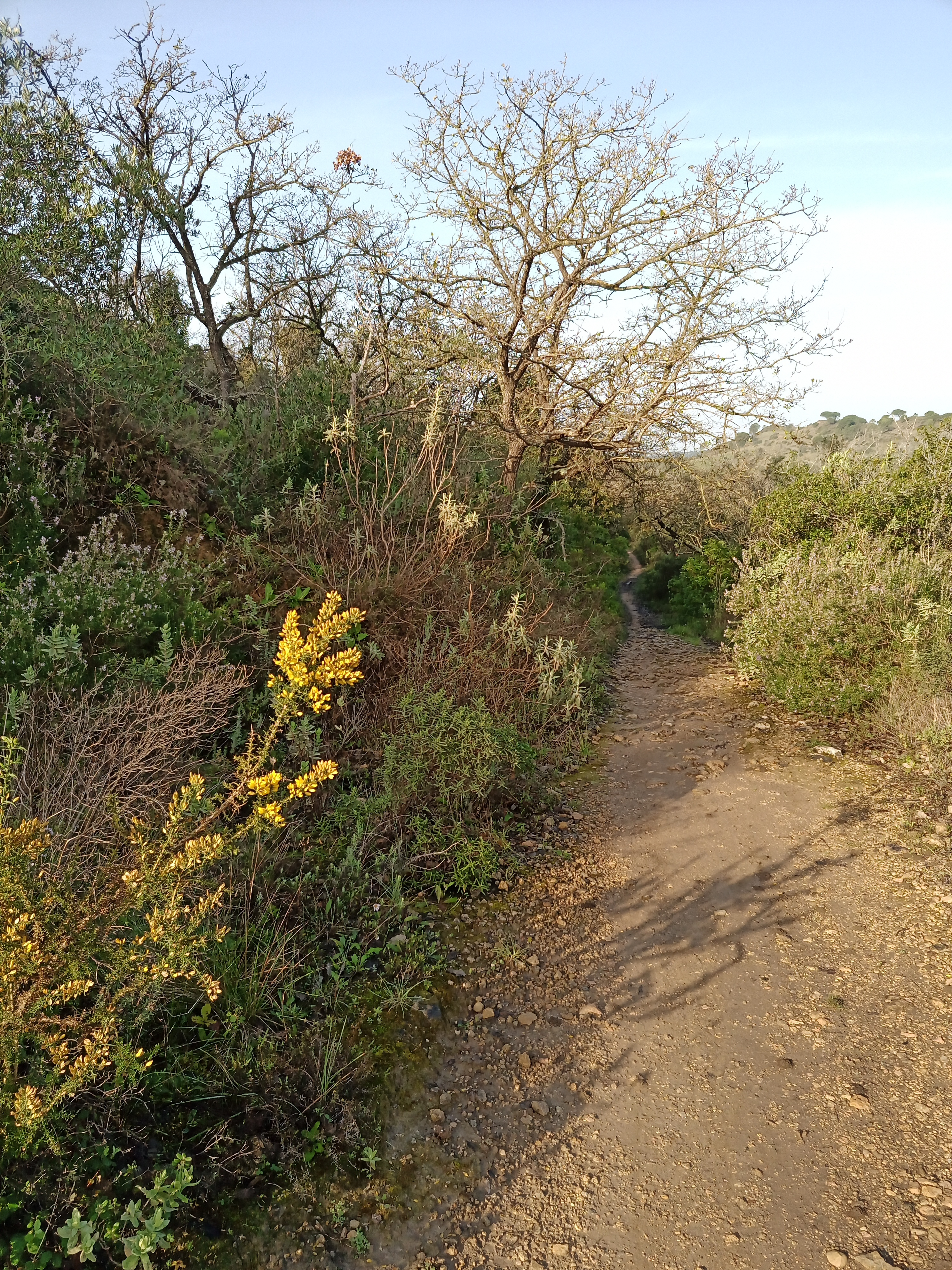
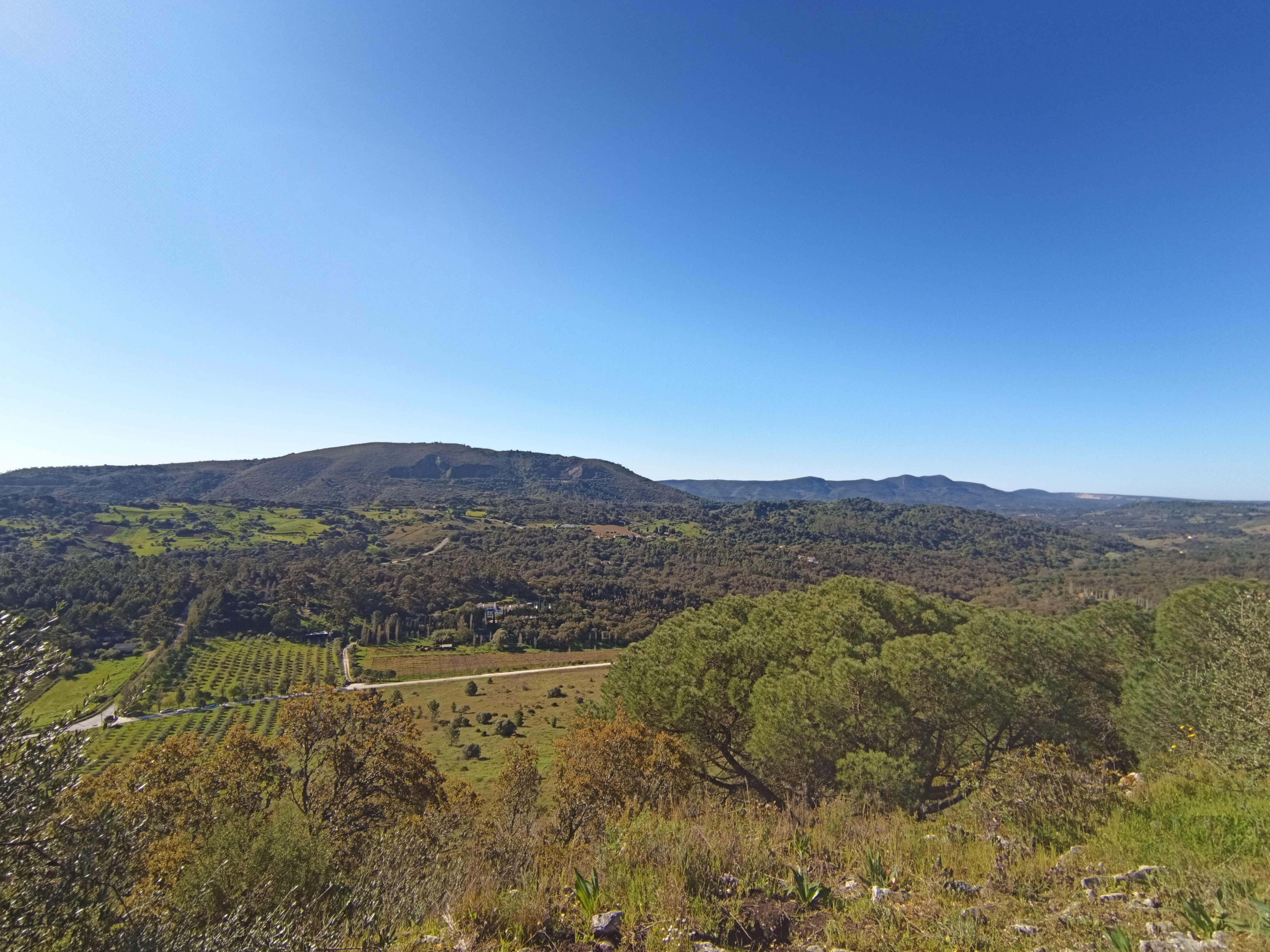

## Trilhos
- Trilho do Carrascal
- Trilho do Javali
- Trilho das Pedreias Vigia